# BOC Hong Kong (Holdings)
BOC Hong Kong (Holdings) Limited (HKEX: 2388) er et børsnoteret holdingselskab til banken Bank of China (Hong Kong) Limited fra Hongkong. Selskabet blev børsnoteret på Hong Kong Stock Exchange i 2002 og står for Bank of Chinas aktiviteter i Hongkong. Bank of China (Hong Kong) Limited er målt på antal aktiver og indestående den næststørste bankkoncern i Hongkong. I 2011 havde banken 13.900 ansatte.